# アフマド・アッ＝ドゥーニー
アフマド・アッ＝ドゥーニー（アラビア語: أحمد الدوني, Ahmad Al-Douni, 1989年2月4日 - ）は、シリアのプロサッカー選手。イラク・プレミアリーグ・アル・ザウラーSC所属のFW。サッカーシリア代表。
2012年の西アジアサッカー選手権では、同大会最多となる4得点をたたき出す活躍で母国の同大会初優勝に貢献した。
バーレーンのアル・リファー所属で出場したAFCカップ2013では、グループリーグでの対レガール・タダズ戦でハットトリックを達成したほか、グループリーグ突破につながる最終戦での同点ゴールを決めるなど計6ゴールの活躍を見せた。